# ان‌جی‌سی ۶۵۶۵
ان‌جی‌سی ۶۵۶۵ که با نام ای‌اس‌اُ۷۰–۴۵۶ 
هم شناخته می‌شود، سحابی سیاره‌نمایی است که ۱۴ هزار سال نوری دور و ستاره‌اش در حال مرگ است؛ و در صورت فلکی کمان واقع شده است.